# Голубой Залив (Новосибирская область)
Голубой Залив — дачный посёлок в Новосибирском районе Новосибирской области России. Входит в состав Морского сельсовета.

## География
Поселок расположен между микрорайоном "ОбьГЭС" города Новосибирска и селом Ленинское.
Площадь посёлка — 7 гектаров.

## Население
| 2002 | 2007 | 2010 |
| ---- | ---- | ---- |
| 112  | ↘97  | ↗238 |

## Инфраструктура
В посёлке работают круглогодичные продуктовые магазины "Дачник", "Тихое гнездо", а также, недавно открытый, «Красное&Белое», станция технического обслуживания автомобилей, областной центр социальной помощи семье и детям "Морской залив", санатории-профилактории "Алые паруса" и "Золотой берег", центр дошкольного развития.